# Béhorléguy
Béhorléguy (Behorlegi en basque) est une commune française, située dans le département des Pyrénées-Atlantiques en région Nouvelle-Aquitaine.

## Géographie

### Localisation
La commune de Béhorléguy se trouve dans le département des Pyrénées-Atlantiques, en région Nouvelle-Aquitaine.
Elle se situe à 84 km par la route de Pau, préfecture du département, à 71 km de Bayonne, sous-préfecture, et à 31 km de Mauléon-Licharre, bureau centralisateur du canton de Montagne Basque dont dépend la commune depuis 2015 pour les élections départementales.
La commune fait en outre partie du bassin de vie de Saint-Jean-Pied-de-Port.
Les communes les plus proches sont : 
Mendive (1,1 km), Lecumberry (2,1 km), Hosta (4,1 km), Ahaxe-Alciette-Bascassan (4,5 km), Bussunarits-Sarrasquette (5,9 km), Aincille (6,5 km), Estérençuby (6,8 km), Ahaxe-Alciette-Bascassan (7,3 km).
Sur le plan historique et culturel, Béhorléguy fait partie de la province de la Basse-Navarre, un des sept territoires composant le Pays basque,. La Basse-Navarre en est la province la plus variée en ce qui concerne son patrimoine, mais aussi la plus complexe du fait de son morcellement géographique. Depuis 1999, l'Académie de la langue basque ou Euskalzaindia divise la Basse-Navarre en six zones,. La commune est dans le Pays de Cize (Garazi), au sud-est de ce territoire.

### Communes limitrophes
Les communes limitrophes sont  Alçay-Alçabéhéty-Sunharette, Aussurucq, Hosta, Lecumberry, Mendive et Saint-Just-Ibarre.
| Lecumberry | Hosta      | Saint-Just-Ibarre (par un quadripoint)           |
|            | Béhorléguy | Aussurucq                                        |
| Mendive    |            | Alçay-Alçabéhéty-Sunharette (par un quadripoint) |

### Paysages et relief
À la fin du XIXe siècle, la forêt des Arbailles couvrait en partie les territoires des communes d'Aussurucq, Béhorléguy, Camou-Cihigue, Musculdy, Ordiarp et Saint-Just-Ibarre.
Le col d'Aphanize est un col de montagne situé au-dessus de Béhorléguy. Il se situe à la limite des bassins de la Bidouze et de la Nive. Il domine au nord Eltzarreko ordokia et la source de la Bidouze, au sud la vallée du Laurhibar.Le col est adossé au pic de Béhorléguy (1 265 m).
L'Hauzkoa (1 268 m), est un sommet situé au sud-est de Béhorléguy.

### Hydrographie

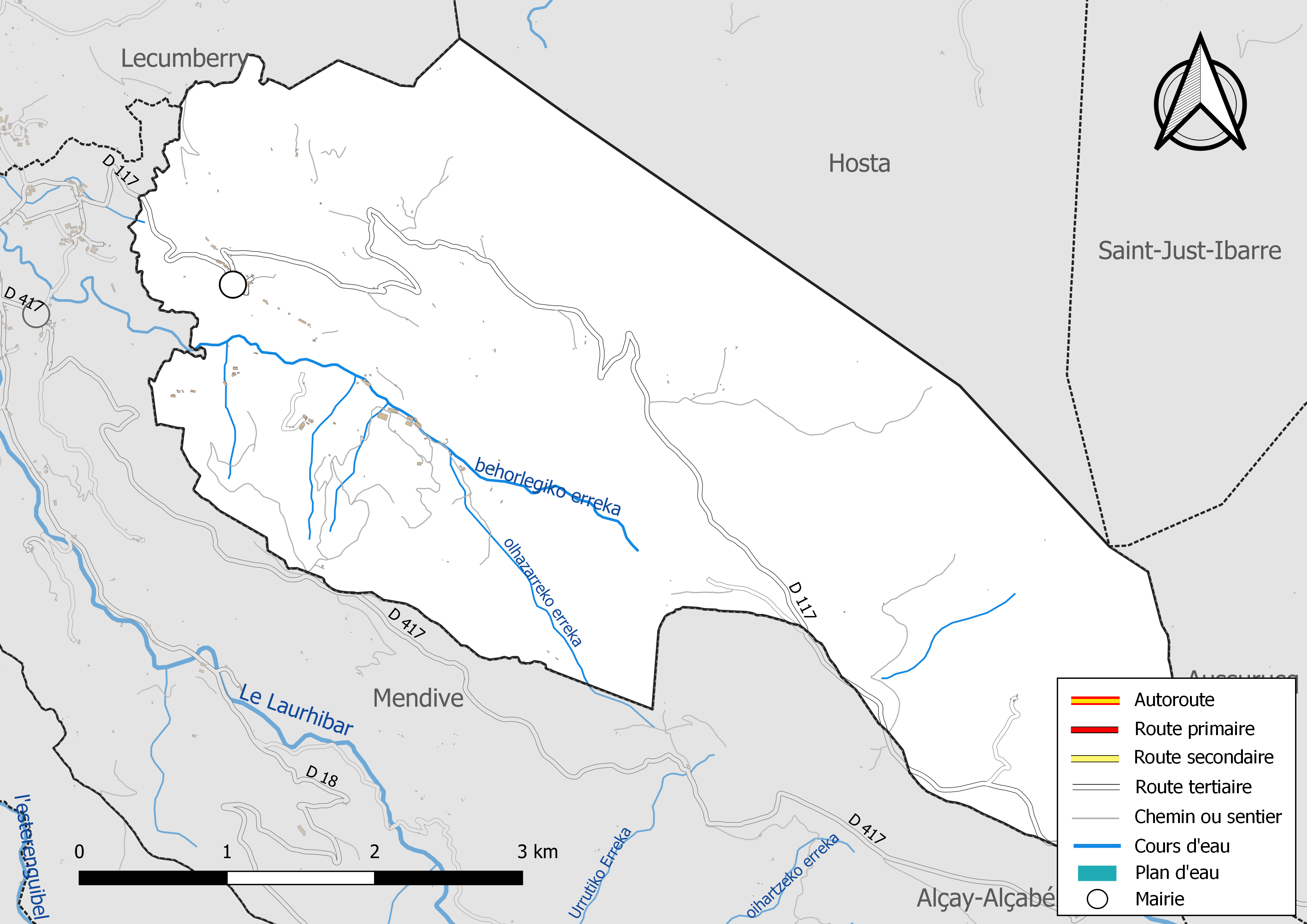
Réseaux hydrographique et routier de Béhorléguy.

La commune est drainée par le ruisseau le Béhorléguy, Olhazarreko erreka et par divers petits cours d'eau, constituant un réseau hydrographique de 10 km de longueur totale,.

### Climat
Pour des articles plus généraux, voir Climat de la Nouvelle-Aquitaine et Climat des Pyrénées-Atlantiques.
Historiquement, la commune est exposée à un micro climat océanique basque.  
En 2020, Météo-France publie une typologie des climats de la France métropolitaine dans laquelle la commune est exposée à un climat de montagne et est dans la région climatique Pyrénées atlantiques, caractérisée par une pluviométrie élevée (>1 200 mm/an) en toutes saisons, des hivers très doux (7,5 °C en plaine) et des vents faibles.
Pour la période 1971-2000, la température annuelle moyenne est de 12,2 °C, avec une amplitude thermique annuelle de 13,1 °C. Le cumul annuel moyen de précipitations est de 1 672 mm, avec 11,9 jours de précipitations en janvier et 10 jours en juillet. Pour la période 1991-2020, la température moyenne annuelle observée sur la station météorologique la plus proche, située sur la commune de Mendive à 1 km à vol d'oiseau, est de 14,1 °C et le cumul annuel moyen de précipitations est de 1 523,7 mm,. Pour l'avenir, les paramètres climatiques de la commune estimés pour 2050 selon différents scénarios d’émission de gaz à effet de serre sont consultables sur un site dédié publié par Météo-France en novembre 2022.

### Milieux naturels et biodiversité

#### Réseau Natura 2000
Le réseau Natura 2000 est un réseau écologique européen de sites naturels d'intérêt écologique élaboré à partir des Directives « Habitats » et « Oiseaux », constitué de zones spéciales de conservation (ZSC) et de zones de protection spéciale (ZPS).
Deux sites Natura 2000 ont été définis sur la commune au titre de la « directive Habitats », : 
- « la Nive », d'une superficie de 9 473 ha, un des rares bassins versants à accueillir l'ensemble des espèces de poissons migrateurs du territoire français, excepté l'Esturgeon européen[21] ;
- le « massif des Arbailles », d'une superficie de 12 784 ha, présentant une flore très diversifiée marquée par une nette influence atlantique et montagnarde. Cependant, les versants exposés au Sud Sud-Est et Est abritent une flore thermophile remarquable[22] ;

et une au titre de la « directive Oiseaux », : 
- la « Haute Soule : forêt des Arbailles », d'une superficie de 7 114 ha, présentant une grande diversité de milieux à des altitudes moyennes fournissant gîte et couvert pour la faune ornithologique pyrénéenne[23].

#### Zones naturelles d'intérêt écologique, faunistique et floristique
L’inventaire des zones naturelles d'intérêt écologique, faunistique et floristique (ZNIEFF) a pour objectif de réaliser une couverture des zones les plus intéressantes sur le plan écologique, essentiellement dans la perspective d’améliorer la connaissance du patrimoine naturel national et de fournir aux différents décideurs un outil d’aide à la prise en compte de l’environnement dans l’aménagement du territoire.
Trois ZNIEFF de type 1 sont recensées sur la commune, : 
- la « forêt des Arbailles » (6 283,64 ha), couvrant 9 communes du département[25] ;
- la « grotte de Mikelauenzilo et alentours » (7 568,16 ha), couvrant 7 communes du département[26],
- le « pic de Behorlegi et crêtes associées » (1 959,83 ha), couvrant 4 communes du département[27] ;

et deux ZNIEFF de type 2,, : 
- le « massif des Arbailles » (14 782,04 ha), couvrant 13 communes du département[28] ;
- les « montagnes de Saint-Jean-Pied-de-Port » (14 133,83 ha), couvrant 9 communes du département[29].

## Urbanisme

### Typologie
Au 1er janvier 2024, Béhorléguy est catégorisée commune rurale à habitat très dispersé, selon la nouvelle grille communale de densité à sept niveaux définie par l'Insee en 2022.
Elle est située hors unité urbaine. Par ailleurs la commune fait partie de l'aire d'attraction de Saint-Jean-Pied-de-Port, dont elle est une commune de la couronne,. Cette aire, qui regroupe 22 communes, est catégorisée dans les aires de moins de 50 000 habitants,.

### Occupation des sols

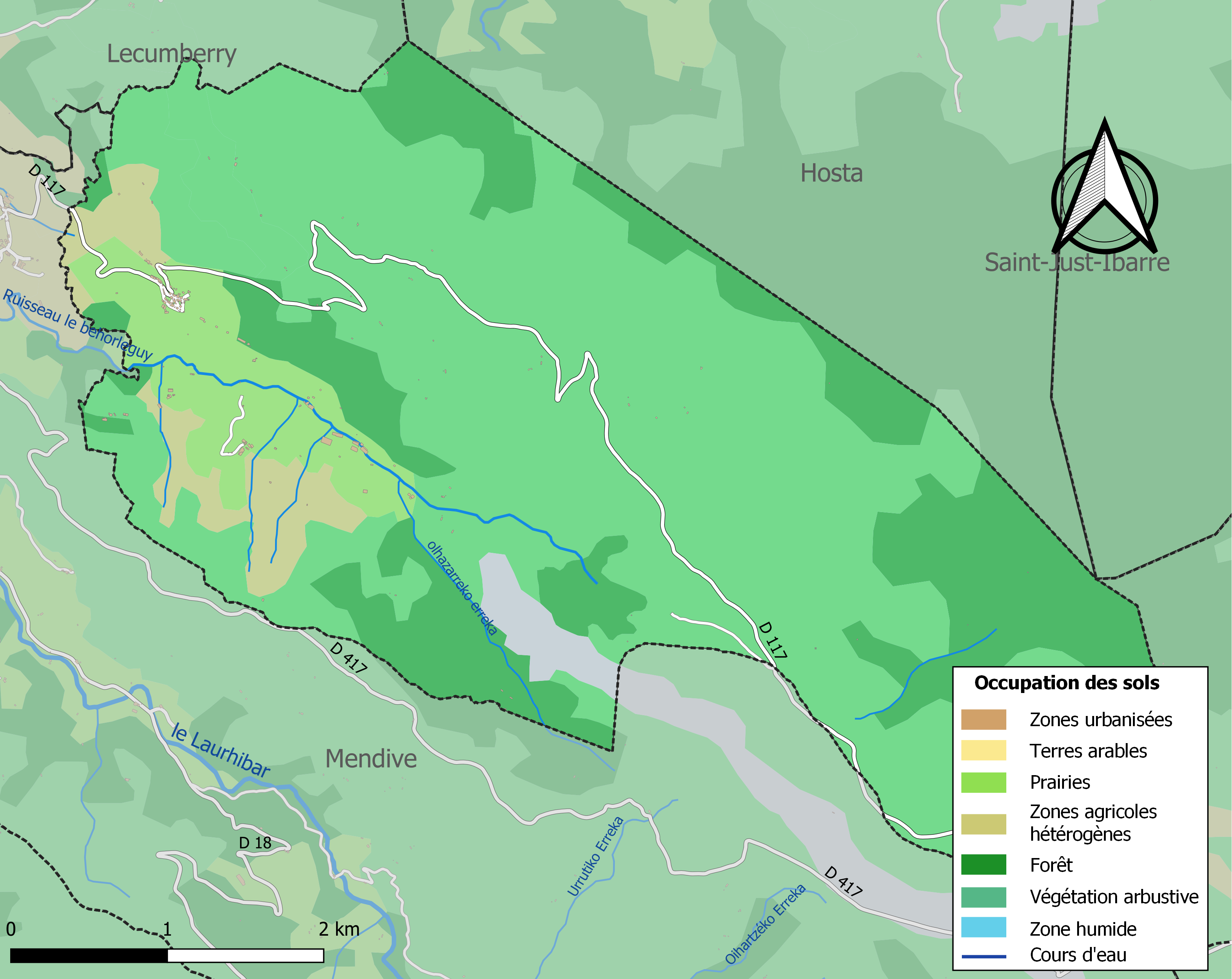
Carte des infrastructures et de l'occupation des sols de la commune en 2018 (CLC).

L'occupation des sols de la commune, telle qu'elle ressort de la base de données européenne d’occupation biophysique des sols Corine Land Cover (CLC), est marquée par l'importance des forêts et milieux semi-naturels (87,9 % en 2018), en diminution par rapport à 1990 (91,3 %). La répartition détaillée en 2018 est la suivante : 
milieux à végétation arbustive et/ou herbacée (64,6 %), forêts (21,8 %), prairies (7,3 %), zones agricoles hétérogènes (4,8 %), espaces ouverts, sans ou avec peu de végétation (1,6 %). L'évolution de l’occupation des sols de la commune et de ses infrastructures peut être observée sur les différentes représentations cartographiques du territoire : la carte de Cassini (XVIIIe siècle), la carte d'état-major (1820-1866) et les cartes ou photos aériennes de l'IGN pour la période actuelle (1950 à aujourd'hui).

### Lieux-dits et hameaux
- Aphanize ;
- Cayolar d'Istaurdy ;
- Etchebérriborda ;(etxeberriborda =ferme de la maison neuve)
- Ihidoya ;
- Inthasendarragiratzeburukoharria (le rocher du sentier boueux du bout de la fougeraie)[34].

### Voies de communication et transports
Béhorléguy est desservie par la route départementale D 117.

### Risques majeurs
Le territoire de la commune de Béhorléguy est vulnérable à différents aléas naturels : météorologiques (tempête, orage, neige, grand froid, canicule ou sécheresse), inondations, feux de forêts, mouvements de terrains et séisme (sismicité moyenne). Un site publié par le BRGM permet d'évaluer simplement et rapidement les risques d'un bien localisé soit par son adresse soit par le numéro de sa parcelle.
Certaines parties du territoire communal sont susceptibles d’être affectées par le risque d’inondation par une crue torrentielle ou à montée rapide de cours d'eau. La commune a été reconnue en état de catastrophe naturelle au titre des dommages causés par les inondations et coulées de boue survenues en 1982, 1983, 2009 et 2021,.
Béhorléguy est exposée au risque de feu de forêt. En 2020, le premier plan de protection des forêts contre les incendies (PDPFCI) a été adopté pour la période 2020-2030. La réglementation des usages du feu à l’air libre et les obligations légales de débroussaillement dans le département des Pyrénées-Atlantiques font l'objet d'une consultation de public ouverte du 16 septembre au 7 octobre 2022,.
Les mouvements de terrains susceptibles de se produire sur la commune sont des affaissements et effondrements liés aux cavités souterraines (hors mines). Afin de mieux appréhender le risque d’affaissement de terrain, un inventaire national permet de localiser les éventuelles cavités souterraines sur la commune.

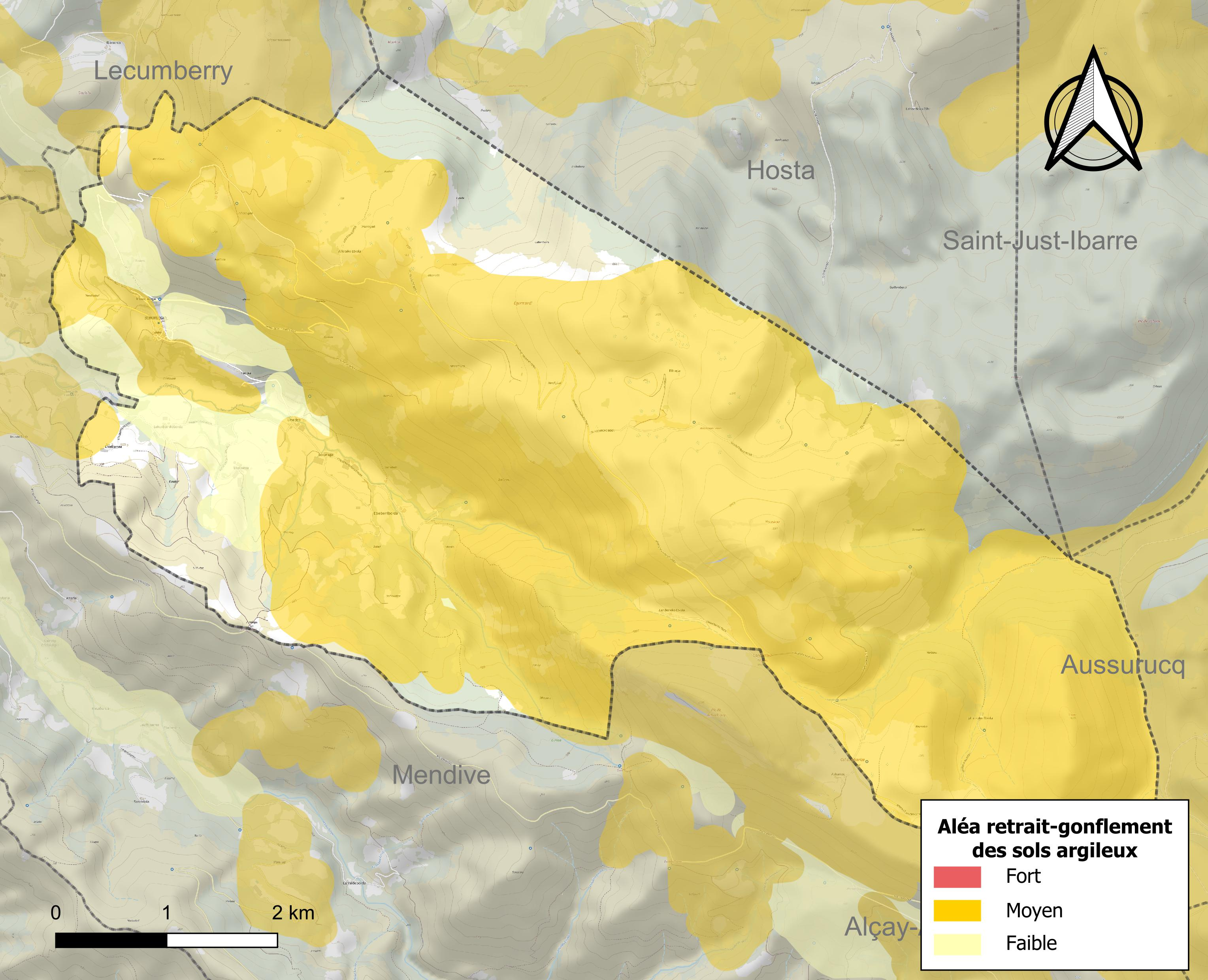
Carte des zones d'aléa retrait-gonflement des sols argileux de Béhorléguy.

Le retrait-gonflement des sols argileux est susceptible d'engendrer des dommages importants aux bâtiments en cas d’alternance de périodes de sécheresse et de pluie. 81,6 % de la superficie communale est en aléa moyen ou fort (59 % au niveau départemental et 48,5 % au niveau national). Depuis le 1er octobre 2020, en application de la loi ELAN, différentes contraintes s'imposent aux vendeurs, maîtres d'ouvrages ou constructeurs de biens situés dans une zone classée en aléa moyen ou fort,.
Concernant les mouvements de terrains, la commune a été reconnue en état de catastrophe naturelle au titre des dommages causés par des mouvements de terrain en 2021.

## Toponymie

### Attestations anciennes
Le toponyme Béhorléguy apparaît sous les formes 
Beorrleguy (1264), 
Behorleguy (1292), 
Beorrlegui (1350), 
Beorlegui (1513, titres de Pampelune), 
Vehorlegui (1621, Martin Biscay) et 
Notre-Dame de Béhorléguy (XVIIIe siècle, visites du diocèse de Bayonne).
Issue du basque  behor (« jument ») accompagné du suffixe locatif -gui.

### Autres toponymes
Aphanize, désignant un mont, est attesté en 1863 dans le dictionnaire topographique Béarn-Pays basque sous la forme Aphanice.

### Graphie basque
Son nom basque actuel est Behorlegi.

## Héraldique
| Blason | Blasonnement : D'argent à cinq fleurs de lys d'azur posées en sautoir. Commentaires : Cette terre de Béhorleguy fut érigée en baronnie en 1391 par Charles III, roi de Navarre pour Jean de Béarn, gouverneur du château de Lourdes, qui avait épousé une sœur naturelle du roi. |

## Politique et administration
| Période                                  | Période  | Identité           | Étiquette | Qualité |
| ---------------------------------------- | -------- | ------------------ | --------- | ------- |
| avant 1988                               | 2001     | Jean Unhassobiscay |           |         |
| 2001                                     | 2014     | Anne-Marie Ibanez  | DVD       |         |
| 2014                                     | En cours | Pascal Neguelouart |           |         |
| Les données manquantes sont à compléter. |          |                    |           |         |

### Intercommunalité
La commune appartient à cinq structures intercommunales :
- la communauté d'agglomération du Pays Basque ;
- le syndicat d’énergie des Pyrénées-Atlantiques ;
- le syndicat du RPI Hergaray ;
- le syndicat intercommunal pour l'aménagement et la gestion de l'abattoir de Saint-Jean-Pied-de-Port ;
- le syndicat intercommunal pour le soutien à la culture basque.

## Population et société

### Démographie
Le gentilé est Behorlegitar.
Le recensement de la population de Basse-Navarre de 1695 dénombre 30 feux à Béhorléguy.
L'évolution du nombre d'habitants est connue à travers les recensements de la population effectués dans la commune depuis 1793. Pour les communes de moins de 10 000 habitants, une enquête de recensement portant sur toute la population est réalisée tous les cinq ans, les populations de référence des années intermédiaires étant quant à elles estimées par interpolation ou extrapolation. Pour la commune, le premier recensement exhaustif entrant dans le cadre du nouveau dispositif a été réalisé en 2008.

En 2022, la commune comptait 69 habitants, en évolution de −6,76 % par rapport à 2016 (Pyrénées-Atlantiques : +3,78 %, France hors Mayotte : +2,11 %).
| 1793 | 1800 | 1806 | 1821 | 1831 | 1836 | 1841 | 1846 | 1851 |
| ---- | ---- | ---- | ---- | ---- | ---- | ---- | ---- | ---- |
| 199  | 176  | 205  | 213  | 257  | 248  | 229  | 231  | 234  |

| 1856 | 1861 | 1866 | 1872 | 1876 | 1881 | 1886 | 1891 | 1896 |
| ---- | ---- | ---- | ---- | ---- | ---- | ---- | ---- | ---- |
| 256  | 239  | 227  | 210  | 186  | 180  | 179  | 180  | 181  |

| 1901 | 1906 | 1911 | 1921 | 1926 | 1931 | 1936 | 1946 | 1954 |
| ---- | ---- | ---- | ---- | ---- | ---- | ---- | ---- | ---- |
| 160  | 158  | 148  | 148  | 143  | 145  | 147  | 155  | 139  |

| 1962 | 1968 | 1975 | 1982 | 1990 | 1999 | 2006 | 2008 | 2013 |
| ---- | ---- | ---- | ---- | ---- | ---- | ---- | ---- | ---- |
| 135  | 121  | 112  | 91   | 72   | 72   | 74   | 74   | 75   |

| 2018 | 2022 | - | - | - | - | - | - | - |
| ---- | ---- | - | - | - | - | - | - | - |
| 73   | 69   | - | - | - | - | - | - | - |

## Économie
L'activité est principalement agricole. La commune fait partie de la zone d'appellation de l'ossau-iraty.

## Culture locale et patrimoine

### Patrimoine civil
- La croix de carrefour dite croix Harispe[59] est inscrite aux monuments historiques ;
- la ferme Ihidoia[60] date du XVIIIe siècle.

### Patrimoine religieux
- La chapelle Saint-Engrace date des XVIIe et XVIIIe siècles ;
- L'église de l'Assomption[61] date des XVIIe et XVIIIe siècles. Elle recèle une Vierge à l'Enfant[62] en bois du XIIIe siècle, une statue en bois de la Vierge[63] du XVIe siècle, un christ en croix[64] du XVIe siècle, une statue de Vierge[65] du XVIIIe siècle et un banc[66] creusé de quatre troncs d'aumônes ;

## Évocation artistique
la première partie des Paysages euskariens pour orgue, écrit par Ermend-Bonnal en 1930, est intitulé La vallée de Béhorléguy.

## Pour approfondir